# كاميرون بروير
كاميرون بروير (بالإنجليزية: Cameron Brewer)‏ هو صحفي نيوزيلندي، ولد في 8 مارس 1973 في Hāwera ‏ في نيوزيلندا.

## وصلات خارجية
- الموقع الرسمي